# Horná Ves (district de Prievidza)
Pour les articles homonymes, voir Horná Ves.
Horná Ves (prononciation slovaque : [ˈɦɔrnaː ˈvɛs], allemand : Windischdorf bei Priwitz, hongrois : Ófelfalu) est un village de Slovaquie situé dans la région de Trenčín.

## Géographie
Horná Ves se situe dans les monts Vtáčnik, à 10 km au sud-est de Partizánske.

## Histoire
La première mention écrite du village date de 1293.

## Démographie

### Évolution de la population
| Année:               | 1994. | 2004.   | 2014.    | 2024.    |
| -------------------- | ----- | ------- | -------- | -------- |
| Nombre de personnes: | 1097  | 1073    | 1467     | 1090     |
| Différence:          |       | -2,18 % | +36,71 % | -25,69 % |

| Année:               | 2023. | 2024.   |
| -------------------- | ----- | ------- |
| Nombre de personnes: | 1083  | 1090    |
| Différence:          |       | +0,64 % |